# Гробница Цао Цао

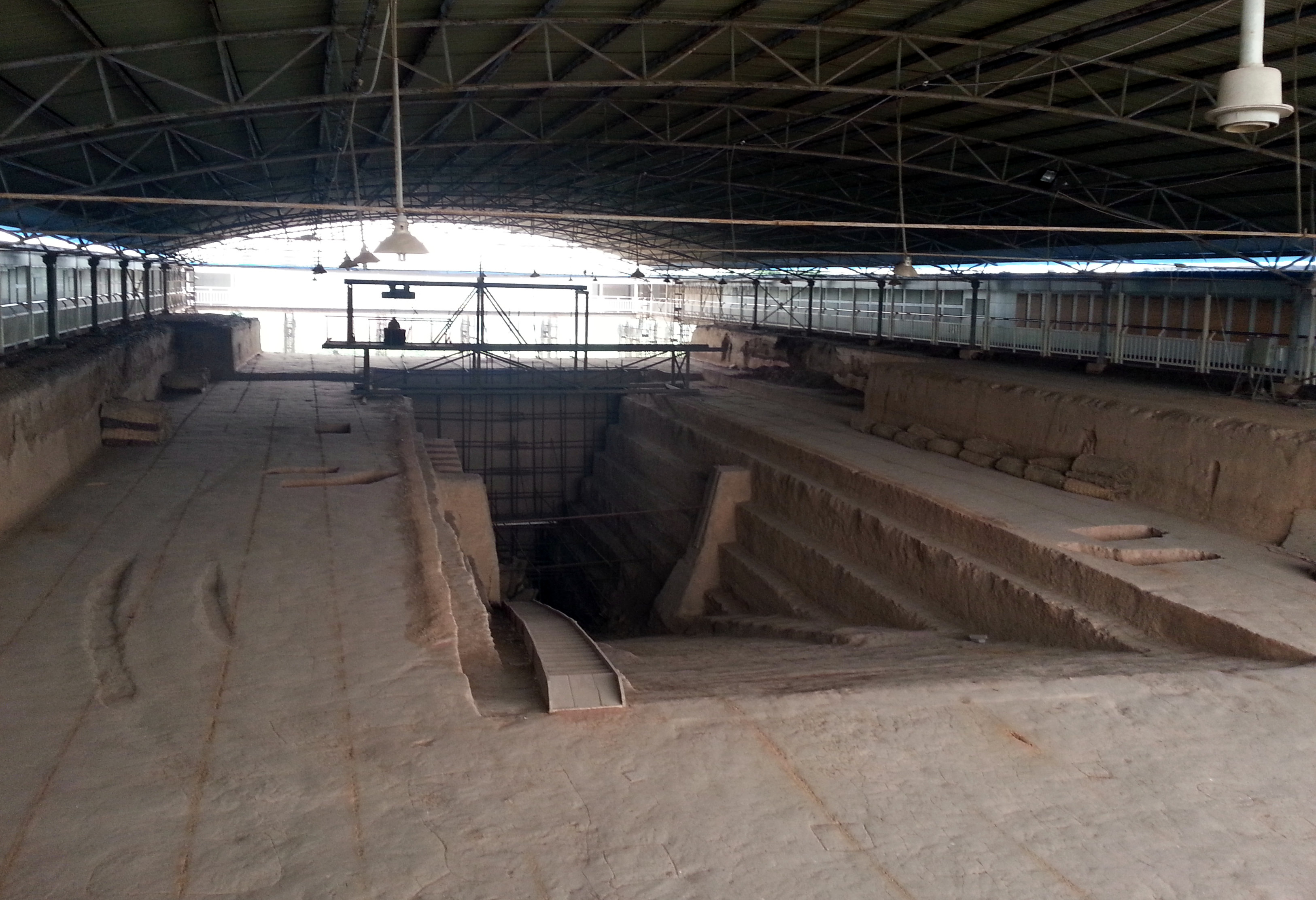
Вход в гробницу

Гробница Цао Цао (кит. упр. 曹操高陵, пиньинь Cáocāo gāolíng) находится в Китае, в провинции Хэнань, городе Аньян, уезде Аньянь, в деревне Сигаосюэ в городке Аньфэн. Предполагается, что это место захоронения Цао Цао (155—220 гг. н. э.), известного военачальника, жившего во времена империи Хань.

## История
Цао Цао (155—220 гг. н. э.) был военачальником и политиком, который получил известность к концу династии Хань (около 184—220 гг. н. э.). В этот период он стал фактическим главой правительства в Китае. В 216 году н. э. Цао Цао получил от императора Сяня титул Вэйского вана (魏王), то есть почти что самостоятельного правителя северного княжества Вэй. Он заложил основу Царства Вэй (220—266 г. н. э.), которое основал его сын и преемник Цао Пи. Цао Цао умер в Лояне в возрасте 65 лет.
Местонахождение гробницы Цао Цао оставалось загадкой на протяжении веков. Согласно его официальной биографии в Записи о Трёх царствах (三国志), он был похоронен в Гаолине примерно через месяц после смерти. Однако вариант того, что его похоронили в другом месте также не исключался. Существовали и другие предполагаемые места захоронения: в Сюйчане, который был временной столицей империи Хань в то время; на дне реки Чжан; на западе Ечэна.
Иная легенда возникла во времена династии Северной Сун (960—1127) и получила широкое распространение в трудах Ло Гуаньчжуна и Пу Сунлина, а также других китайских писателей в более поздние времена. Предание гласит, что Цао Цао построил 72 гробницы, которые должны были бы служить приманкой и защитой от грабителей могил.
Гробницы Северной династии в уезде Ци, Ханьдань, Хэбэй первоначально считались этими гробницами, но позже археологи подтвердили, что они принадлежали императорским семьям династий Восточной Вэй и Северной Ци, а также не имели никакого отношения к Цао Цао.

## Открытие
Гробница была обнаружена в декабре 2008 года, когда рабочие копали глину для изготовления кирпичей. Об её открытии изначально не сообщалось. Местные власти узнали об этом только после того, как изъяли у грабителей могил табличку с надписью «Вэйский У-ван», что является посмертным титулом Цао Цао. В течение следующего года археологи извлекли из гробницы более 250 реликвий, в том числе каменные картины, изображающие общественную жизнь во времена Цао Цао, а также его «личные вещи», в том числе оружие и каменные подушки. Также были обнаружены кости и черепа трёх человек: мужчины 60 лет, женщины 50 лет и ещё одной женщины 20 лет. Предварительно этими людьми можно считать самого «вэйского вана», его жену и наложницу. Эксперты определили, что возраст хозяина гробницы на момент смерти составлял около 60 лет, что совпадает с продолжительностью жизни Цао Цао.
Гробница сделана из кирпича, обращена на восток и имеет форму, которая, если смотреть на неё сверху, напоминает китайский иероглиф 甲(jiǎ). Могильный комплекс расположен на территории, занимающей 740 м², его самая глубокая точка находится примерно на 15 метрах ниже уровня земли. Подземная гробница имеет две основные камеры (переднюю и заднюю), четыре боковые камеры и соединительные проходы. Наклонный туннель длиной 39,5 метра и шириной 9,8 метра ведёт к подземным камерам.

## Содержимое гробницы
Несмотря на тот факт, что гробницу многократно грабили, все же там удалось найти множество погребального инвентаря. Было обнаружено более 200 артефактов, включая золото, серебро, медь, железо, нефрит, камни, керамику, слюду и изделия из них. В основном это медные крючки для ремня, железные доспехи, железные мечи, нефритовые и агатовые бусы, хрустальные бусины, каменные черепахи, стены, подушки и так далее.

## Споры и доказательства
Об открытии мавзолея Цао Цао было объявлено в Пекине 27 декабря 2009 года, однако даже несмотря на официальное заявление, учёные на конференции в городе Суджоу не пришли к однозначному ответу относительно подлинности и принадлежности гробницы именно Цао Цао. Вследствие этого археологический мир учёных Китая разделился на два лагеря — тех, кто высказывался в пользу аутентичности гробницы, и тех, кто её оспаривал.
Основные доказательства того, что эта гробница принадлежит Цао Цао, которые были сформулированы в 2010 г. на ежегодном форуме Института археологии АОН КНР:
- Местоположение могилы. Согласно точке зрения Пань Вэйбиня, если бы могила правителя располагалась на его родине в Бочжоу (亳州), то по принципам старшинства в семье ему полагалась бы маленькая и скромная гробница, поэтому Цао Цао решил другое выбрать место для своего захоронения, которое находилось бы за пределами родины. Кроме того, его основная политическая сила была сконцентрирована в Ечэне, поэтому это было отличное место для гробницы, что по своему масштабу была соизмерима его личностью.
- Форма могилы. В исторических документах осталось упоминание о предсмертном приказе Цао Цао относительно того, что его могила будет расположена на высоком основании и на ней не должно быть насыпи и деревьев. При раскопках следов насыпи не найдено.
- Обнаруженные в гробнице реликвии и погребальные конструкции имеют характеристические черты для династий Поздней Хань, а также соответствуют по возрасту.
- Каменная плита и подушка с надписью «Вэйский У-ван (魏武王)»
- Огромные масштабы гробницы. Размер, форма мавзолея и найденные артефакты соответствуют лишь людям крайне высокого социального статуса.
- Возраст останков сходится с данными о смерти Цао Цао.

Однако существует также второй научный лагерь под предводительством Хуан Чжэнъюня, который отрицает подлинность гробницы Цао Цао, приводя несколько доказательств:
- Местоположение могилы. Согласно историческим документам, мавзолей Цао Цао должен находиться в горной местности, а не на равнине. Кроме того, по мнению Хуан Чжэнъюня, данный мавзолей можно отнести к эпохе Восточной Хань, однако он не может принадлежать князю или правителю.
- Погребальный инвентарь. В могиле было обнаружено множество драгоценностей: нефритовые бусы и подвески, золотые и серебренные кольца, что противоречит предсмертному приказу Цао Цао не помещать в могилу ценные украшения.
- Стиль письма и грамматика. Эксперты отмечают низкий уровень мастера, который выполнял резьбу по камню, в надписях на каменных бирках присутствуют ошибки, что было бы совершенно недопустимо для могилы человека высокого социального статуса.

## Текущее время
В 2010 году гробница вошла в список крупных исторических и культурных объектов, охраняемых на национальном уровне в Китае. Раскопки были завершены к концу 2010 года, за это время было обнаружено более 400 артефактов. Группа местных археологов также восстановила 100 повреждённых находок. Чтобы усилить защиту гробницы, местное правительство создало специальный комитет для надзора и управления гробницей. По состоянию на март 2011 года гробница ещё не открыта для посещения, подготовительные работы продолжаются.
В декабре 2011 года было объявлено, что правительство строит на месте гробницы музей, который будет называться «Музей гробницы Цао Цао» (曹操高陵博物馆). 12 ноября 2012 года частный музей в Чжэнчжоу пожертвовал музею стелу.
Рядом с могилой Цао Цао археологи также нашли ещё одну гробницу, которая была построена примерно в то же время, однако никаких останков внутри не удалось обнаружить. Эксперты пришли к выводу, что эта гробница могла принадлежать старшему сыну Цао Цао, Цао Ану, который погиб в битве между Цао Цао и Чжан Сю, его тело так и не было найдено.